# ستلج
رود ستلج یا سرخرود (به پنجابی: دریاۓ ستلُج) رودی است به طول ۱۵۰۰ کیلومتر در طول پاکستان و شمال هند. لین رود از رودهای بین‌المللی آسیا می‌باشد.

## نگارخانه

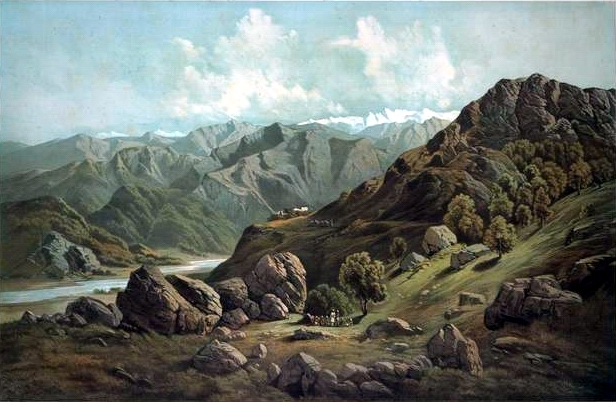
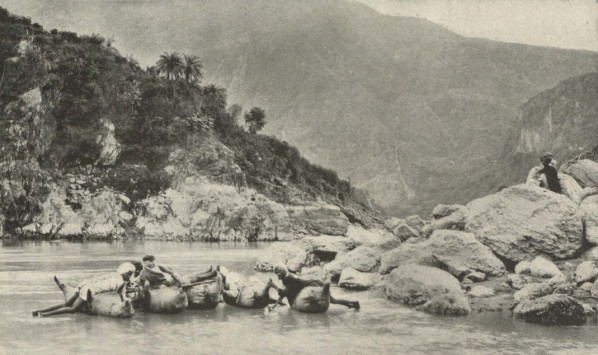
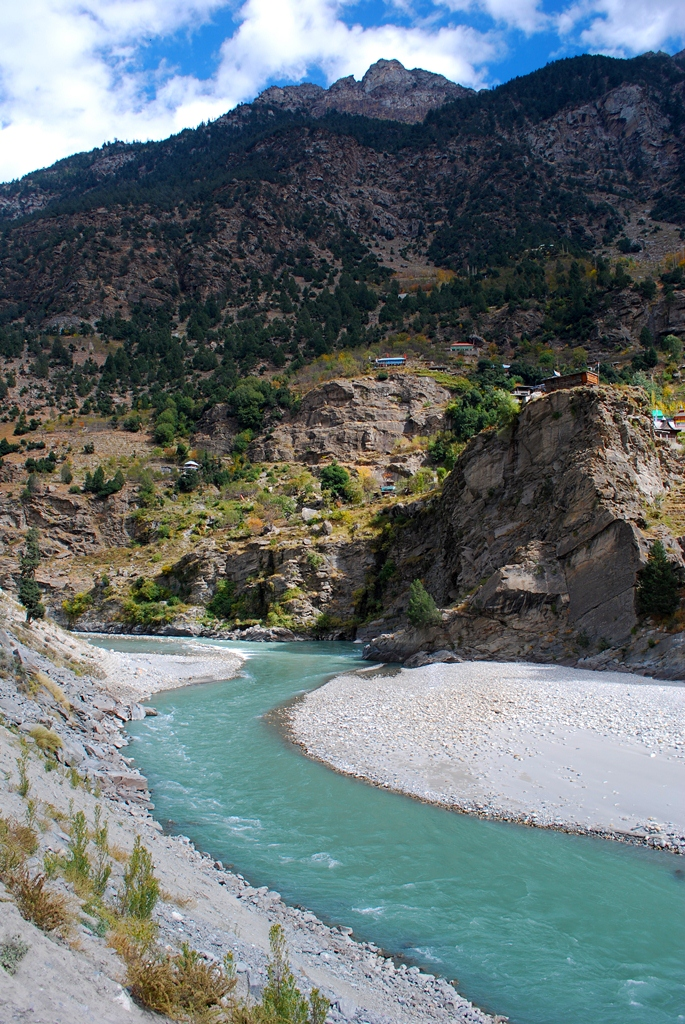
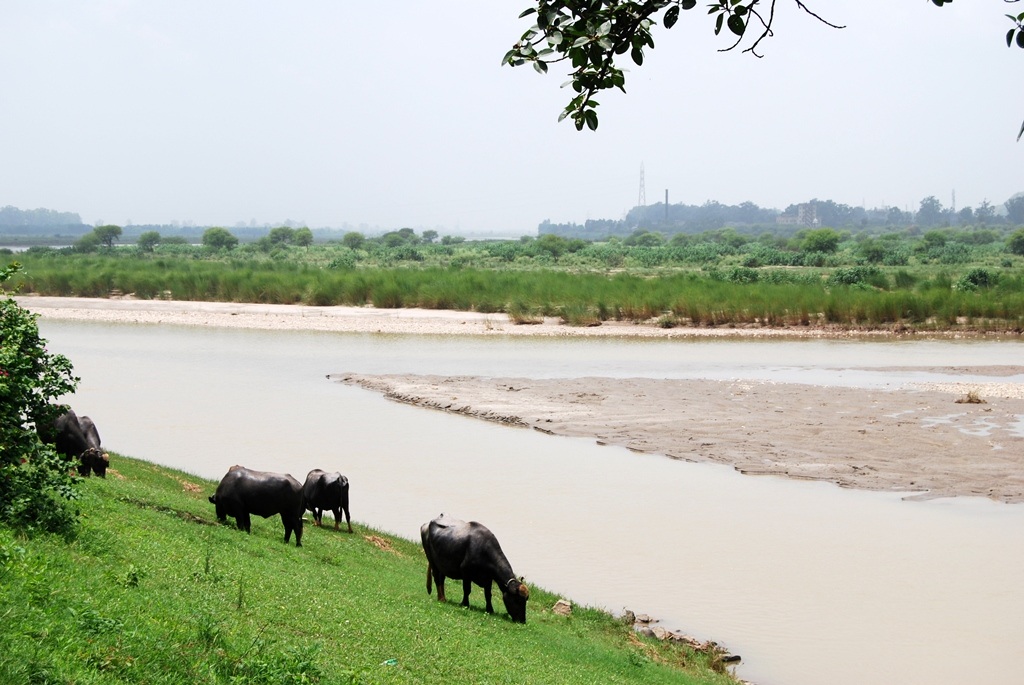